# 分水亭镇
分水亭镇是位于中国河南省固始县东部的一个镇，距县城12.5千米。总面积83平方公里，人口5.1万。下辖1个居委会，分水、铁铺、佃行、龙王、桂花、堰岗、朱庙、大庙、新店、龙台、王集、固桥、上庄、吴集、王楼、泗洲、钱庙、粉坊、罗集、王圹、盘龙、石碑等22个行政村。

## 历史沿革
1961年设立分水亭公社，1983年改设分水亭乡。2011年撤销分水亭乡，设立分水亭镇。

## 历史名人
- 唐末福建观察使王潮、“开闽圣王”王审知兄弟。境内有王审知故里，为河南省文物保护单位。